# Crystallichthys cyclospilus
Crystallichthys cyclospilus är en fiskart som beskrevs av Gilbert och Burke 1912. Crystallichthys cyclospilus ingår i släktet Crystallichthys och familjen Liparidae. Inga underarter finns listade i Catalogue of Life.